# Walter Pagel
Pour les articles homonymes, voir Pagel.
Walter Traugott Ulrich Pagel  (12 novembre 1898 - 25 mars 1983) est un pathologiste et historien médical allemand .

## Biographie
Pagel est né à Berlin, fils du célèbre médecin et historien de la médecine Julius Pagel. Il épouse le Dr Magda Koll en 1920 et avec elle a un fils, Bernard Pagel, en 1930. Pagel obtient son doctorat à Berlin en 1922 et devient professeur à Heidelberg en 1931. La famille déménage en Grande-Bretagne en 1933 par crainte d'être poursuivie en tant que juive. Pagel exerce en tant que pathologiste consultant au Central Middlesex Hospital, Harlesden, dans le Grand Londres de 1939 à 1956, et continue au Clare Hall Hospital, Barnet, Hertfordshire de 1956 à 1967, date à laquelle il prend sa retraite . Après sa retraite, il consacre ses efforts à l'écriture de l'histoire de la médecine.
Walter Pagel est mort à Mill Hill en 1983 .

## Publications
- Les aspects religieux et philosophiques de la science et de la médecine de Van Helmont, Baltimore: The Johns Hopkins Press, 1944.
- Paracelse : Une introduction à la médecine philosophique à l'ère de la Renaissance, New York : Karger, 1958 ; 2e. éd. 1982, traductions française et allemande 1962.
- Idées biologiques de William Harvey : aspects sélectionnés et contexte historique, New York : Karger, 1967.
- Nouvelle lumière sur William Harvey, New York: Karger, 1976.
- Joan Baptista van Helmont : Reformer of Science and Medicine, Cambridge : Cambridge University Press, 1982.
- The Smiling Spleen: Paracelsianism in Storm and Stress, New York: Karger, 1984.
- (en) avec Marianne Winder, Religion and neoplatonism in Renaissance medicine, Variorum Reprints, 1985, 346 p.

## Prix
Il reçoit le prix Dexter (1969), la Médaille George-Sarton (1970), la médaille Julius Pagel (1971), le prix Robert Koch (1973) et en 1976 la médaille William H. Welch en plus de devenir membre de l'Académie britannique.
En 1979, il reçoit l'anneau de Paracelse (avec Gotbert Moro).